# Montanwachs
Montanwachs auch Bergwachs, Bitumen der Braunkohle oder Montansäureester ist ein schwarzbraunes, hartes, sprödes fossiles Pflanzenwachs, das aus bituminösen Braunkohlesorten extrahiert wird. Ähnlich wie Carnaubawachs heutzutage schützte Montanwachs die Blätter der Bäume im Tertiär vor Austrocknung und UV-Strahlung.
Der Name leitet sich aus lateinisch montanus (auf den Bergen entspringend, heimisch) her.

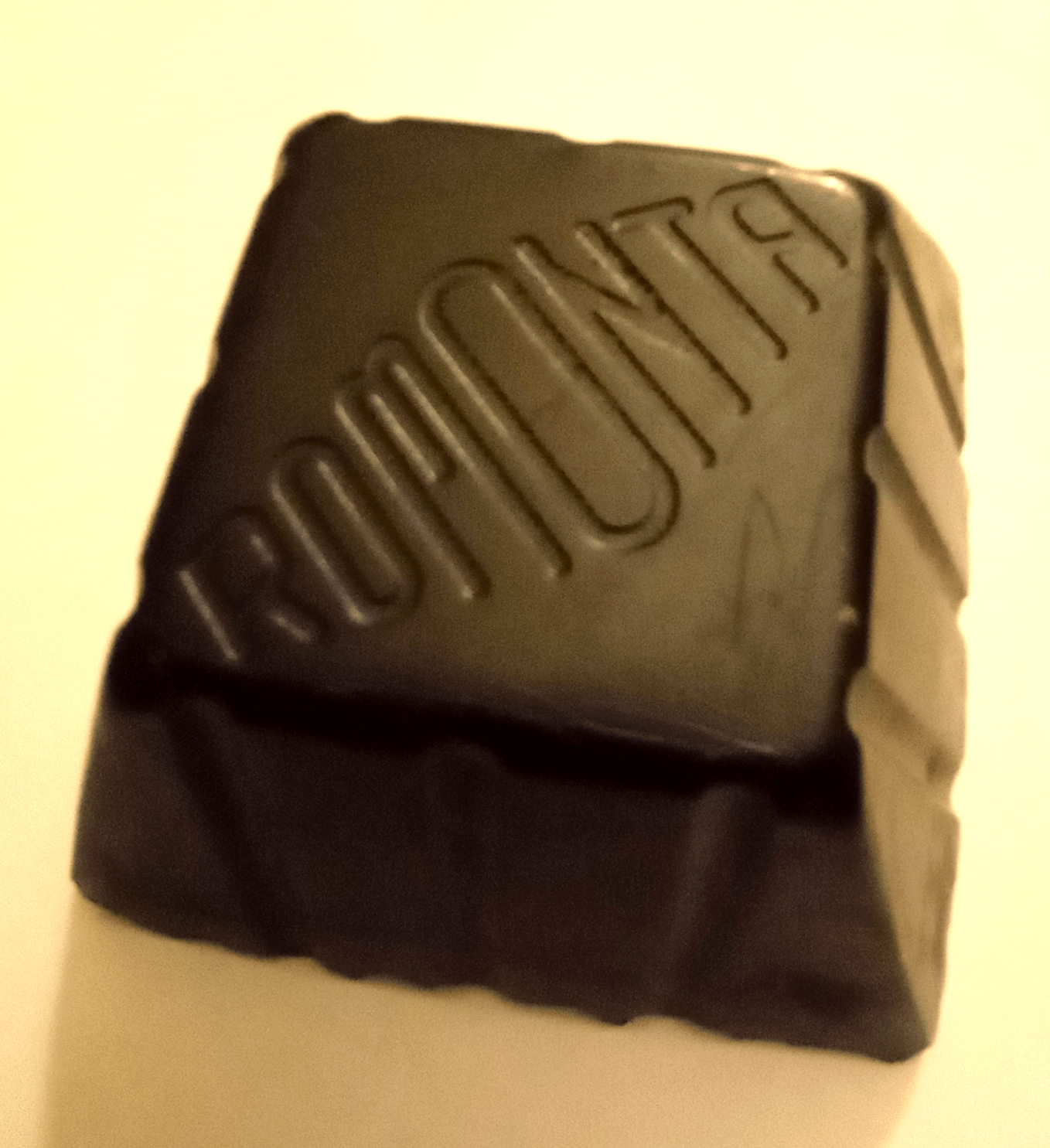
Montanwachs „ROMONTA“

## Geschichte
Den ersten Bericht über „Bitumenkohle“ verfasste 1674 der Arzt Matthias Zacharis Pillingen, um 1800 ist in mineralogischen Schriften unter der Bezeichnung „Pyropissit“ eine Anreicherung von Bitumen in der Kohle beschrieben. Die Herstellung von Montanwachs erfolgte im Umfeld der Braunkohlegewinnung, 1897 gelang Edgar von Boyen die Gewinnung aus Braunkohle, er benannte dieses als Montanwachs.

## Gewinnung
Zur Gewinnung geeignete Braunkohlenlagerstätten finden sich:
- bei Amsdorf (Tagebau Amsdorf), Verarbeitung durch Romonta als weltweit größter Hersteller
- bei Völpke (Helmstedter Revier), Verarbeitung durch Völpker Montanwachs GmbH, später Völpker Spezialprodukte GmbH
- bei Ione (Kalifornien)

Die Gewinnung erfolgt hauptsächlich im Tagebau, die Rohkohle wird gemahlen, mit heißen Lösungsmitteln (Toluol, Benzol) durchströmt und so das enthaltene Wachs herausgelöst. Das rohe Montanwachs wird anschließend gebleicht und raffiniert. Dabei ist der Entharzungsprozess der erste Schritt. Die Raffination kann durch Destillieren, Bleichen mit Bleicherde und Aktivkohle oder mit konzentrierter Schwefelsäure, Salpetersäure, mit Alkalien, Hydrieren und Bleichen durch Oxidation mit Chromsäure oder Chromschwefelsäure, erfolgen. Durch Wasserdampfdestillation des rohen Montanwachses erhält man Paraffine, Olefine und Wachs sowie Montanpech, das noch unzersetztes Wachs, freie Säuren, Ketone und Mineralstoffe enthält.

## Eigenschaften
Das rohe Montanwachs ist von schwarzbrauner Farbe und hart, in gebleichter und raffinierter Form ist es gelblich bis weiß. Es besteht aus einem Gemisch langkettiger Carbonsäureester, z. B. Estern der Montansäure, Cerotinsäure, Melissinsäure sowie anderer Säuren, und enthält als weitere Bestandteile Montanalkohol (Ceryl-, Myricylalkohole usw.), Fettsäuren, Montanharze, unverseifbare Bestandteile und Spuren von Mineralstoffen. Das gereinigte Produkt ist fast farblos und in Fettlösemitteln und zum Teil in Alkohol, jedoch nicht in Wasser löslich.

## Verwendung
Montanwachs dient als Grundstoff für Schuhcreme, Bohnerwachs und andere Produkte. Montansäureester wurden als Lebensmittelzusatzstoff mit der E-Nummer E912 zur Oberflächenbehandlung von Zitrusfrüchten verwendet. Die Zulassung als Lebensmittelzusatzstoff in der Europäischen Union endete am 1. Oktober 2014. Als billiges Gleitmittel findet es Verwendung in der Kunststoffherstellung. Zur Herstellung von Kohlepapier wurde früher viel Montanwachs gebraucht.
Unter der technischen Bezeichnung IG-Wachs wurden während des Zweiten Weltkrieges in Deutschland Wachse zum Phlegmatisieren der Sprengstoffe Nitropenta und Hexogen hergestellt.